# Saint-Marcouf (Manica)
Saint-Marcouf è un comune francese di 335 abitanti situato nel dipartimento della Manica nella regione della Normandia.

## Società

### Evoluzione demografica
Abitanti censiti